# Castleford (Idaho)
Castleford è una città (city) degli Stati Uniti d'America, situata nella contea di Twin Falls, nello Stato dell'Idaho.